# Flamboyant (chanson)
Singles de Pet Shop Boys
Miracles
(2003) I'm with Stupid
(2006)
Flamboyant est une chanson du duo britannique Pet Shop Boys extraite de la compilation PopArt sortie le 24 novembre 2003 regroupant tous leurs succès en single et deux nouvelles chansons.
Le 29 mars 2004, quatre mois après la sortie de l'album, cette chanson, dans une nouvelle version remixée, a été publiée en single. C'était le deuxième et dernier single tiré de cet album.
Le single a atteint la 12e place au Royaume-Uni.